# Limeum
Limeum, biljni rod smješten u vlastitu porodicu Limeaceae, dio reda Caryophyllales. Postoji 23 priznatih vrsta raširenih po Africi, Arapskom poluotoku i Indijskom potkontinentu.
Porodica je opisana 2005.

## Vrste
1. Limeum aethiopicum Burm.f.
2. Limeum africanum L.
3. Limeum angustifolium Verdc.
4. Limeum arabicum Friedrich
5. Limeum arenicola G.Schellenb.
6. Limeum argut-ecarinatum Wawra
7. Limeum deserticola Dinter & G.Schellenb.
8. Limeum diffusum (J.Gay) Schinz
9. Limeum dinteri G.Schellenb.
10. Limeum fenestratum (Fenzl) Heimerl
11. Limeum fruticosum Verdc.
12. Limeum humifusum Friedrich
13. Limeum humile Forssk.
14. Limeum katangense Hauman
15. Limeum myosotis H.Walter
16. Limeum pauciflorum Moq.
17. Limeum praetermissum C.Jeffrey
18. Limeum pterocarpum (J.Gay) Heimerl
19. Limeum rhombifolium G.Schellenb.
20. Limeum subnudum Friedrich
21. Limeum sulcatum (Klotzsch) Hutch.
22. Limeum telephioides E.Mey. ex Fenzl
23. Limeum viscosum (J.Gay) Fenzl